# Schenkelia lesserti
Schenkelia lesserti är en spindelart som beskrevs av Berland, Millidge 1941. Schenkelia lesserti ingår i släktet Schenkelia och familjen hoppspindlar. Inga underarter finns listade i Catalogue of Life.